# Dinastia Xia
La dinastia Xia (夏朝S, Xià cháoP, Hsia-ch'aoW), ca. 2195 a.C. - 1675 a.C., è la prima dinastia descritta nelle cronache cinesi, come lo Shiji e gli Annali di bambù che riportano i nomi di diciassette re su quattordici generazioni. Si dice che i leggendari tre augusti e cinque imperatori abbiano preceduto questa dinastia, che fu seguita dalla dinastia Shang. La fondazione della dinastia Xia è attribuita al leggendario Yǔ il grande.

## Storia
Finché gli scavi scientifici non furono eseguiti sui siti della prima età del bronzo a Erlitou, nella provincia di Henan, è stato difficile separare il mito dalla realtà in merito all'esistenza della dinastia Xia. Da allora gli archeologi hanno ritrovato siti urbani, corredi bronzei e tombe che congetturano la possibile esistenza della dinastia Xia in luoghi citati in antichi testi storici cinesi.
La maggior parte degli archeologi cinesi identificano la cultura di Erlitou come l'unico sito della dinastia Xia, mentre la maggior parte degli archeologi occidentali non sono convinti del nesso esistente tra la cultura Erlitou e la dinastia Xia. Come minimo il periodo Xia contrappose uno stadio evolutivo tra il tardo neolitico e la tipica civiltà urbana della dinastia Shang. La tecnologia agricola migliorò drasticamente con l'invenzione della viticoltura e il miglioramento dell'allevamento dei cavalli; venivano utilizzate bighe con ruote a raggi.

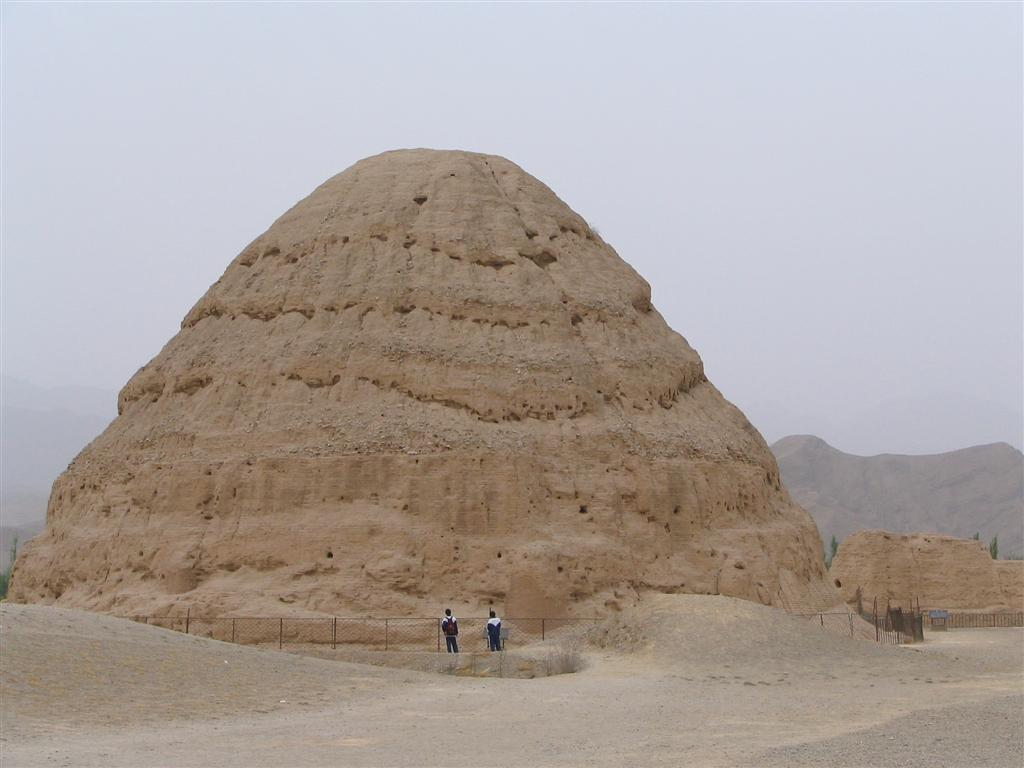
Tomba della dinastia Xia.

La dinastia Xia restaurò la monarchia ereditaria trasmessa dal tempo del leggendario imperatore giallo e cominciò un periodo di controllo familiare o dei clan su ogni questione nazionale (家天下). Inoltre fu proprio durante questo periodo che la civiltà cinese sviluppò una struttura di governo che impiegava sia un governo civile benevolente (文治) che punizioni severe per trasgressioni legali (刑罰). Da questa forma primitiva nacquero i primi codici legali cinesi.
Si pensa che la dinastia Xia abbia compreso un territorio che si estendeva ad est delle province di Henan, Shandong e Hebei e ad ovest di Henan e Shanxi. Da nord a sud si estendeva da Hebei a Hubei. Nel 1959, venne riportato alla luce un sito nella località di Yanshi; esso conteneva grandi palazzi e sembra che fosse la capitale della dinastia Xia.
I metodi di datazione al carbonio collocano il sito tra il 2100 a.C. e il 1800 a.C., portando prove inconfutabili dell'esistenza della dinastia. Jie, l'ultimo sovrano Xia, viene ritenuto un re corrotto. Fu detronizzato da Tang, il capo degli Shang dell'est.

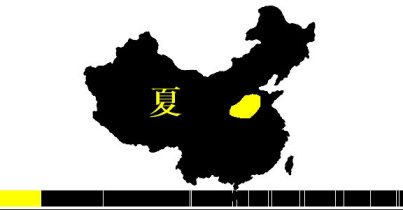
Espansione massima del territorio della dinastia Xia.

## Sovrani della dinastia Xia
| Nomi postumi (Shi Hao 諡號)1                                                                             | Nomi postumi (Shi Hao 諡號)1 | Nomi postumi (Shi Hao 諡號)1 | Nomi postumi (Shi Hao 諡號)1 | Nomi postumi (Shi Hao 諡號)1     |
| Ordine                                                                                                   | Durata del regno             | Nome in cinese               | Hanyu pinyin                 | Note                             |
| --- | ---------------------------- | ---------------------------- | ---------------------------- | -------------------------------- |
| 1 | 45                           | 禹                           | Yǔ                           | anche Yu il Grande (大禹; dà yǔ) |
| 2 | 10                           | 啟                           | Qǐ                           | /                                |
| 3 | 29                           | 太康                         | Tài Kāng                     | /                                |
| 4 | 13                           | 仲康                         | Zhòng Kāng                   | /                                |
| 5 | 28                           | 相                           | Xiāng                        | /                                |
| 6 | 21                           | 少康                         | Shǎo Kāng                    | /                                |
| 7 | 17                           | 杼                           | Zhù                          | /                                |
| 8 | 26                           | 槐                           | Huái                         | /                                |
| 9 | 18                           | 芒                           | Máng                         | /                                |
| 10 | 16                           | 泄                           | Xiè                          | /                                |
| 11 | 59                           | 不降                         | Bù Jiàng                     | /                                |
| 12 | 21                           | 扃                           | Jiōng                        | /                                |
| 13 | 21                           | 廑                           | Jǐn                          |                                  |
| 14 | 31                           | 孔甲                         | Kǒng Jiǎ                     | /                                |
| 15 | 11                           | 皋                           | Gāo                          | /                                |
| 16 | 11                           | 發                           | Fā                           | /                                |
| 17 | 52                           | 桀                           | Jié                          | anche Lu Gui (履癸 lǚ guǐ)       |
| 1 Il nome del regno è a volte preceduto dal nome della dinastia, la Xia (夏), per esempio Xia Yu (夏禹). |                              |                              |                              |                                  |
| 2 Possibile lunghezza del regno, in anni.                                                                |                              |                              |                              |                                  |